# Paola Fernández
Paola Fernández (* 26. Mai 2000 in San Juan) ist eine puerto-ricanische Leichtathletin, die sich auf den Weitsprung spezialisiert hat.

## Sportliche Laufbahn
Erste internationale Erfahrungen sammelte Paola Fernández im Jahr 2019, als sie bei den U20-Panamerikameisterschaften in San José mit einer Weite von 5,48 m den siebten Platz belegte. 2020 begann sie ein Studium an der Indiana University Bloomington und siegte 2021 mit Bestleistung von 6,33 m bei den erstmals ausgetragenen Panamerikanischen Juniorenspielen in Cali. Im Jahr darauf siegte sie mit 6,15 m bei den U23-Karibikspielen in Guadeloupe und belegte dann bei den NACAC-Meisterschaften in Freeport mit 6,31 m den fünften Platz. 2023 belegte sie bei den Zentralamerika- und Karibikspielen in San Salvador mit 6,39 m den vierten Platz und Ende Oktober wurde sie bei den Panamerikanischen Spielen in Santiago de Chile mit 6,17 m Siebte. Im Jahr darauf belegte sie bei den Ibero-Amerikanischen Meisterschaften in Cuiabá mit 6,37 m den fünften Platz.
2021 wurde Fernández puerto-ricanische Meisterin im Weitsprung.